# Núi Gehrenberg
Gehrenberg là một ngọn núi nằm ở Baden-Württemberg, Đức.